# Rossana Rossanda
Rossana Rossanda (Pula, 23 de abril de 1924 — Roma, 20 de setembro de 2020) foi uma política italiana de esquerda, jornalista e feminista.

## Biografia
Rossanda nasceu em Pula, então parte da Itália. Ela estudou em Milão e foi aluna do filósofo Antonio Banfi. Desde muito jovem participou da resistência italiana e, após o fim da Segunda Guerra Mundial, ingressou no Partido Comunista Italiano (PCI). Após um curto período, o secretário Palmiro Togliatti a nomeou responsável pelo setor de cultura do partido. Ela foi eleita pela primeira vez para a Câmara dos Deputados italiana em 1963. 
Em 1968 publicou um pequeno ensaio intitulado L'anno degli studenti ("O ano dos estudantes"), no qual declarava seu apoio ao movimento juvenil. Rossanda fazia parte de uma minoria dentro do PCI que era crítica à União Soviética. Junto com Luigi Pintor, Valentino Parlato e Lucio Magri, fundou o partido e o jornal il manifesto. Isso causou sua expulsão do Partido Comunista após o XII Congresso Nacional realizado em Bolonha . 
Nas eleições de 1972, Il Manifesto obteve apenas 0,8% dos votos. O novo partido acabou se fundindo ao Partido da Unidade Proletária, formando o Partido da Unidade Proletária para o Comunismo. Posteriormente, ela abandonou a militância partidária, mas manteve seu papel como diretora do il manifesto . 
Rossanda morreu em 20 de setembro de 2020 aos 96 anos de idade.

## Obras publicadas
- L'anno degli studenti (1968)
- Il Manifesto (1969) [6]
- Il manifesto:analyses et théses de la nouvelle extrême-gauche italienne (1971) [7]
- Über die Dialektik von Kontinuität und Bruch (1975)
- Le altre. Conversazioni sulle parole della politica (1979)
- Uma vida esplêndida. (1980)
- Un viaggio inutile (1981)
- Appuntamenti di fine secolo (1995)
- La vita breve (Pratiche, 1996)
- Observe uma margem (1996)
- La ragazza del secolo scorso (2005, finalista do Premio Strega 2006).